# Ritorno al Marigold Hotel
Ritorno al Marigold Hotel (The Second Best Exotic Marigold Hotel) è un film del 2015 diretto da John Madden, sequel di Marigold Hotel.

## Trama
Un giovane indiano, Sonny, rientra in patria dopo che il suo sogno di aprire un hotel negli Stati Uniti si è infranto di fronte alle difficoltà economiche. Quando Sonny torna in India a gestire il Marigold Hotel, Muriel, un'anziana donna inglese coadiuva il giovane, sull'orlo di una crisi di nervi per le difficoltà economiche e sentimentali, nel difficile compito. Un gruppo di anziani turisti ospiti dell'hotel vivacizza la situazione con la loro ricerca di luoghi ameni e di persone adatte a condividere serenamente con loro l'ultima parte della vita.